# Kovács István (emlékíró)
Kovács István (Kolozs, 1902. március 11. – ?) szervezett munkás, emlékíró.

## Életútja
Vas-, ill. fémöntő kolozsvári, bukaresti, Galați gyárakban és vasúti műhelyekben. Részt vett az illegális kommunista mozgalomban. 1941 augusztusában a szamosfalvi vallatótáborba, majd budapesti börtönbe került, súlyos betegen szabadult. Felépülése után magánúton elvégezte a négy polgári osztályt (1945), Kolozsvárt közigazgatási tanfolyamot (1948), majd ismét szakmájában dolgozott.
Írói készségére már az Erdélyi Magyar Szó rendezte Népi Toll versenyén (1939) felfigyeltek. Emlékezéseinek különböző műfaji megjelöléssel közreadott négy kötete egy szegényparaszti sarj szervezett munkássá válásának és küzdelmeinek történetét idézi a század első évtizedétől 1944 őszéig. Cikkeit a Szakszervezeti Élet, Munkás Újság, Igazság, Utunk, Dolgozó Nő, Falvak Dolgozó Népe közölte.

## Munkái
- Vasvirág (Regényes krónika. Kolozsvár, 1970);
- Igazság nékünk a cél (Egy vasöntő emlékezései, Jordáky Lajos bevezetésével. 1973);
- Egy parasztfiú elindul (regény, Kolozsvár, 1977);
- Emlékezetes ősz (Egy vasöntő emlékezései, 1977).